# Philodice
Philodice és un gènere d'ocells de la subfamília dels troquilins (Trochilinae) dins la família dels troquílids (Trochilidae) de recent recuperació.

## Taxonomia
El gènere Philodice va ser descrit l'any 1866 pels ornitòlegs francesos Étienne Mulsant, Jules Verreaux i Édouard Verreaux com un gènere monospecífic que incloïa únicament Philodice mitchellii. Més tard aquesta espècie va ser assignada al gènere Calliphlox. Modernament i arran recents treballs, Philodice ha estat recuperat per ha dues espècies:
- Philodice bryantae - colibrí magenta.
- Philodice mitchellii - colibrí de Mitchell.